# Rio da Galé
O rio da Galé é a nomenclatura arcaica do rio Gargaú, curso de água que banha o estado brasileiro da Paraíba. Tinha esse nome em virtude da presença de galeotas de corsários francesas em sua foz, no tempo do Brasil Colônia.